# Hala Janoszkowa

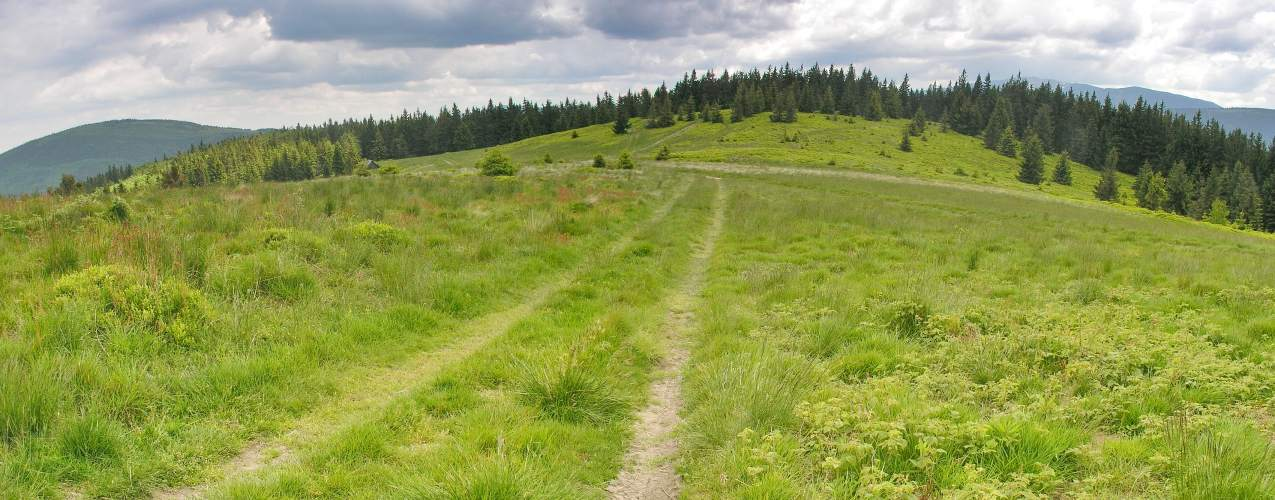
Hala Janoszkowa

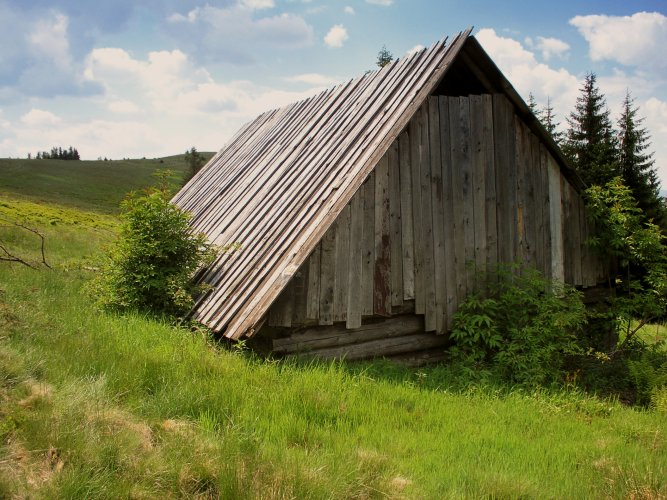
Szałas na Hali Janoszkowej

Hala Janoszkowa – polana na Lachów Groniu (1045 m) w Beskidzie Żywiecko-Orawskim. Znajduje się na jego szczycie i grzbiecie, dzięki temu rozciąga się z niej szeroka panorama widokowa. W kierunku południowo-wschodnim widok na masyw Babiej Góry z Cylem (Małą Babią Górą) i na Pasmo Policy, w którym łatwo rozpoznać można Okrąglicę po wieży przekaźnika telekomunikacyjnego. W kierunku północno-wschodnim dobry widok na pobliski Jałowiec. Od strony południowej roztacza się widok na Pilsko.
Jest to dawna hala pasterska, na której wypasano owce. Na hali stały szałasy i prowadzono tradycyjną gospodarkę szałaśniczą. Ostał się jeszcze jeden szałas, a pod dużym świerkiem jest źródełko z wodą. Z powodu nieopłacalności ekonomicznej zaniechano już wypasu i polana stopniowo zaczyna zarastać borówczyskami i lasem. Prowadzi przez nią szlak turystyczny z położonej u podnóży Lachów Gronia miejscowości Koszarawa.
Według regionalizacji Polski opracowanej przez Jerzego Kondrackiego Hala Janoszkowa znajduje się w Paśmie Jałowieckim należącym do Beskidu Makowskiego. Na mapach i w przewodnikach turystycznych Pasmo Jałowieckie zaliczane jest zazwyczaj do Beskidu Żywieckiego, w najnowszej regionalizacji z 2018 roku do Beskidu Żywiecko-Orawskiego. Znajduje się w granicach wsi Koszarawa w województwie śląskim, w powiecie żywieckim, w gminie Koszarawa.

## Szlaki turystyczne
Koszarawa – Lachów Groń – Czerniawa Sucha – Przełęcz Trzebuńska – Jałowiec.